# Loi de Norton-Hoff
La loi de Norton-Hoff est une loi de comportement « viscoplastique », c'est-à-dire une loi de comportement stipulant que les déformations permanentes d'un matériau dépendent à la fois de l'intensité et de la vitesse de chargement. Sa forme assez générale permet de modéliser le comportement de nombreux matériaux soumis à de grandes déformations. Ainsi, les chercheurs l'ont appliqué tant à des polymères qu'à des métaux soumis à un chargement thermique important lors de procédés de mises en forme. On peut citer comme exemple le forgeage ou le laminage à chaud.

## Énoncé
Le modèle tridimensionnel de la loi de Norton-Hoff pour un matériau isotrope est donné par :
{\displaystyle {\bar {\bar {s}}}=2K(\surd {\overline {3}}~{\dot {\bar {\epsilon }}}~)^{m-1}~{\dot {\bar {\bar {\epsilon }}}}}
Où :
- {\displaystyle {\bar {\bar {s}}}} est le tenseur déviateur des contraintes
- {\displaystyle {\dot {\bar {\bar {\epsilon }}}}} est le tenseur de vitesse de déformation
- K est la consistance du matériau
- m est le coefficient de sensibilité à la vitesse de déformation

{\displaystyle {\dot {\bar {\epsilon }}}} est la déformation équivalente définie par :

{\displaystyle {\dot {\bar {\epsilon }}}={\sqrt {({\begin{array}{c}{\underline {2}}\\3\end{array}}{\dot {\bar {\bar {\epsilon }}}}:{\dot {\bar {\bar {\epsilon }}}}~)}}}

## Développement expérimental
Cette loi viscoplastique a été proposée, sous sa forme unidimensionnelle, par Frederick H. Norton à la suite des recherches qu'il effectua pour le compte de la Sté Babcock & Wilcox Co. au cours des années 1920.
Les premières techniques d'étude des métaux aux températures élevées consistaient à chauffer le spécimen dans un four de forge avant de le tester en traction. Les conditions de température n'étaient donc qu'approximatives, et l'effet de la vitesse de déformation était négligé. Il avait fallu attendre les expériences menées à l'arsenal de Watertown (Pennsylvanie) par Howard (1888) pour voir des conditions de chauffe suffisamment maîtrisées. Cela permit à quelques physiciens (James A. Ewing, Muir et Bertram Hopkinson) de déterminer les caractéristiques des métaux au-delà de la limite d'élasticité. 
Comme l'importance de la vitesse de sollicitation était encore insoupçonnée, les contraintes admissibles étaient souvent surestimées par rapport aux charges de service. Ce n'est qu'avec les études d'Atchison (1919), puis de Chevenard, Dickenson, et Lea qu'on s'aperçut de l'importance de ce paramètre. C'est dans ce contexte que Norton établit sa formule.
Elle fut généralisée en 1954 au cas tridimensionnel par un mathématicien, H. J. Hoff. Ce dernier adopta pour cela la contrainte de von Mises comme généralisation de la contrainte uniaxiale.
La loi de Norton a été retrouvée empiriquement dans d'autres domaines que la métallurgie : glaciologie , mécanique des sols gelés, tectonique des plaques.